# Ryszard Orski
Ryszard Orski (ur. 22 lutego 1935 w Zakopanem, zm. 31 października 2021) – polsko-amerykański rzeźbiarz.
W 1954 ukończył Państwowego Liceum Technik Plastycznych w Zakopanem ("Szkołę Kenara"). W 1962 wyjechał do Chicago, gdzie w latach 1963–1968 pracował w Studiu Artystycznym Emila Greco. W Chicago również powstały jego pierwsze prace.
W latach 1966–1972 brał udział w wystawach na tamtejszych Salonach Marcowych, gdzie zdobywał nagrody – pierwsza, drugą i dwukrotnie trzecią. W 1986 reprezentował Polskę na 42 Międzynarodowym Biennale Sztuki w Wenecji, po wystawie miał cały cykl wystaw w renomowanych galeriach w kraju i za granicą m.in. w Moskwie, Rzymie, w Catanii, a w Polsce w krakowskim Pałacu Sztuki, warszawskich Łazienkach, Bibliotece Królewskiej Zamku Królewskiego w Warszawie, Muzeum Narodowym w Poznaniu i Królikarni oddziale Muzeum Narodowego w Warszawie.
W 1973 wrócił do Polski. W 1987 Muzeum Narodowe w Poznaniu zakupiło rzeźbę pt. "Kobieta". W 2002 stworzył własną galerię autorską w Zakopanem.
Pochowany na Nowym Cmentarzu w Zakopanem.